# Fumatge
El fumatge dels aliments és un mètode tradicional viu utilitzat arreu del món per a preservar i donar sabor als aliments. És un dels mètodes més antics i més usat per la preservació. Es calcula que un 40% de la carn i un 15% del peix és fumat. No es tenen registres de com ni qui va inicial el procés per si se sap que va ser l'home prehistòric el que va inicial la pràctica, encara que no sabessin el perquè de l'acció conservadora. Troballes de fa nou-cents anys van donar a conèixer una petita casa que es creu que va ser feta servir com a fumador, va ser ubicada a la regió de Cracòvia. Evidencies trobades dins de coves situades lluny de la costa (ossos de peixos i cendres), demostren que ja existia alguna pràctica semblant al fumatge del peix a l'home primitiu de fa vint mil anys. Va sorgir primer la tècnica de l'assecat al sol i de la salaó amb la sal que aconseguien del mar. Però van poder veure que, en llocs on hi havia absència de sol, el foc era un bon substitut, perquè a part d'assecar, donava sabor.
Els llocs que utilitzaven per al procés es localitzaven a prop de les llars dels pescadors, aquestes disposaven d’una xemeneia central que permetia que el fum sortís, a més a més, sota el sostre tenien com uns suports per penjar l’aliment. El coneixement i primers documents sobre el fumatge consten de l'edat mitjana. El desenvolupament dels mètodes moderns del fumatge comencen a finals del segle XIX i estan relacionats amb els progressos de la indústria alimentària i de les tècniques de conservació, encara que els principis han canviat una mica. Les instal·lacions actuals són més aïllades, segellades hermèticament i tenen controls de temperatura, el fum es genera d’un aparell que crema serradures o estelles de fusta. Antigament, només s'usava pel seu efecte antimicrobià (durava més), encara que no ho podien saber. Avui dia, la gent el fa servir pel gust i l’aroma que proporciona als aliments. Aquestes característiques són proporcionades pels components presents al fum i actuen com agents saboritzants, bacteriostàtics i antioxidants. Els mètodes moderns de fumatge inclouen operacions d’assecatge i salaó.

## Peix fumat
Actualment, el procés del fumatge és un medi per proporcionar una olor i sabor atractius pel consum. Encara que no es pot utilitzar per emmascarar olors quan el peix no és del tot fresc. És a dir, la matèria primera que s'usa per al fumatge del peix s'ha de tractar igual que qualsevol peix fresc, protegir de la llum directa del sol i l’escalfor, netejar-lo el més ràpid possible o congelar-lo si no es pot fer el procés al moment. Les espècies que són més adequades pel fumatge són les que són més grasses o semi grasses. Pel fet que els components responsables de les característiques del fumatge provinents de la fusta són d’origen lipídic. En les espècies amb menys grassa, és més difícil que agafi el gust o olor del procés. S'ha de tenir cura perquè les espècies amb més grassa, es poden oxidar quan s'emmagatzema durant molt de temps. Els peixos més populars per fumar són: la truita, el salmó, el verat i l'abadejo. Normalment, els peixos, abans de ser fumats, han de passar per un procés de neteja, evisceració i tallat (depenen la magnitud). Tot depèn del tipus de peix i de com estigui de fresc.
Els diferents tipus de peix fumat que més es consumeixen serien el salmó fumat. És el més popular, és molt bo per fumar tant en fred com en calent. El mètode en fred és el més estès arreu del món. El salmó es fuma per parts, no sencer. Normalment, el salmó ha de tenir un contingut en greix d’un 15%, ja que si té més es pot oxidar al llarg del temps. També es poden fumar molts tipus de truita, les més famoses són la Greenback Cutthroat, la SSnake River Cutthroat i les arcoiris. Depenent de com sigui de gran, s'han de tallar o no. Aquestes tres comentades s'han de tallar totes perquè el fumat s'escampi per tot el peix. El verat fumat també és molt famós, s'atrapa en grans quantitats, així que el mètode de fumatge funciona molt bé a l’hora de conservar-lo. Com és petit es pot fumar sencer, sense tallar-ho, però sí que s'ha de netejar i eviscerar. S'utilitza molt el fumatge en calent per fer patés. L'abadejo fumat normalment es fuma després de fer salaó, en calent. Depenent de la seva mida es fa sencer o a trossos.

## Carn fumada

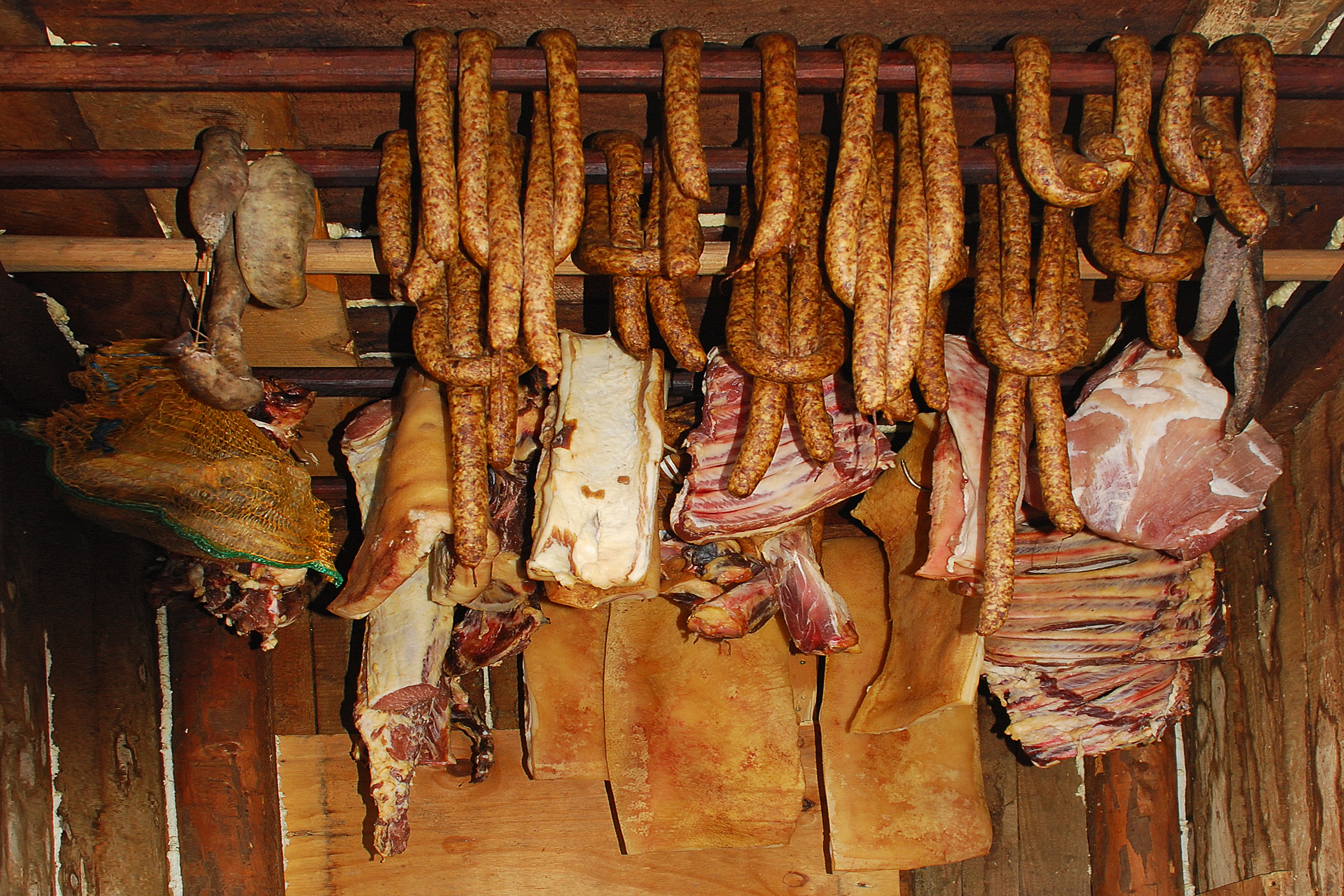
Carn i embotits en etapa de fumatge.

Aquests productes es troben entre els més importants i distribuïts arreu del món. Els productes carnis fumats més típics s'elaboren amb les tècniques tradicionals. Els productes més coneguts es poden classificar en diferents tipus, sobretot en embotits i pernils. La major part són produïts per Alemanya, Espanya, Portugal i Itàlia. Sobretot dominen les receptes amb porc, per també hi ha amb bou (com la cecina).

### Embotits fumats
En general, s'entén per embotit aquells productes i derivats carnis preparats amb una mescla de carn picada, grasses, sal, condiments i espècies, tot això dins la tripa d’origen animal o artificial. De fet, els embotits van sorgir com una forma de conservació dels aliments. Tots els embotits són curats (maduració i dessecació) i opcionalment es poden fumar. El fumatge confereix al producte un aroma i aspecte característic. Es pot realitzar en fred o en calent (tradicionals) amb períodes variables depenen de l'embotit. Actualment, es fa en cambres d'INOX, però en alguns pobles tenen fumadors a les llars per tal de fer-ho artesanalment. El pastrami és molt famós arreu del món, és una carn vermella (vedella o ovella) fumada sotmesa a un procés previ de salmorra.

## Mètodes de fumatge

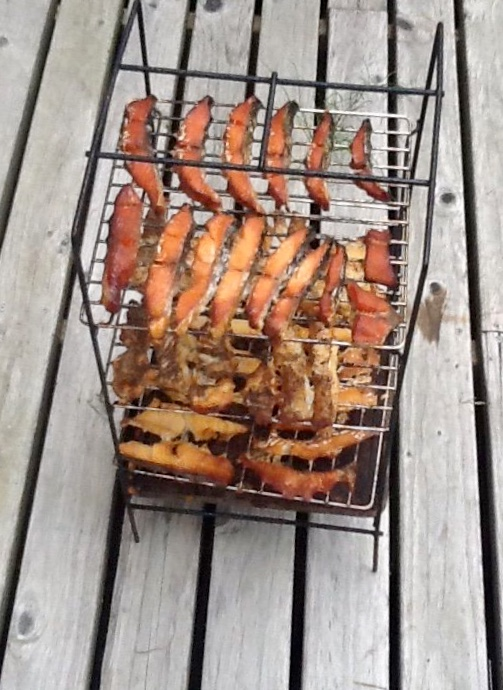
Salmó en etapa de fumatge en calor (Hot smoking)

### Fumatge en calor(Hot-smoking)
Es tracta d’un fumatge que es caracteritza per tenir una duració poc extensa, normalment es produeix alhora que la cocció de la carn. És el mètode més utilitzat en la majoria d’aliments. La temperatura en la qual es dona oscil·la a prop dels 50 °C. Hi ha diversos dispositius que realitzen aquest procés, des de fumadors tradicionals a dispositius elèctrics més evolucionats, els quals poden arribar a temperatures de 120 °C.

### Fumatge en fred(Cold-smoking)
En aquest mètode s'usen plaques metàl·liques contra les quals es fa xocar llenya, alhora que s'està cremant, per reduir la temperatura. Es caracteritza per tenir un procés llarg, podent arribar fins a les 24 hores. La temperatura oscil·la els 28-30°C. És un mètode que ha portat força controvèrsia entre els científics, ja que pot arribar a ser problemàtic pel fet que actua a temperatures les quals no inhibeixen el creixement de la majoria de microorganismes contaminants dels aliments. És per això que els productes que han estat fumats amb el mètode en fred, han de ser prèviament cuinats a una temperatura alta abans de ser consumits. El tractament de fumatge en aquells aliments que es consumeixin crus, com per exemple el salmó fumat, és un procés més delicat, el qual es produeix en un marge de temps més extens, podent durar fins a diversos dies, fins i tot setmanes. Aquesta metodologia s'utilitza en productes carnis, embotits crus i peix.

### Fumatge líquid(Liquid-Smoke)
Acostuma a ser un procés relacionat amb aquells fumatges destinats a afavorir el gust i la textura dels aliments.A més, presenta avantatges respecte als altres mètodes, ja que és un mètode que es pot controlar d’una manera més efectiva i el temps del procés acostuma a ser instantani o molt curt. L’aplicació d’aquest mètode es pot donar de diferents maneres, com per exemple, per acció directa, on el fum líquid s'afegeix directament a l’aliment, a partir d’agulles. A continuació s'afegeix salmorra, aigua amb una alta concentració de sal (NaCl) a alta pressió. En comparació amb el mètode tradicional, aquest no ofereix l’aspecte ni el gust que ofereix el mètode tradicional. També trobem la polvorització en túnel, on es produeix la polvorització del fum líquid, donant com a resultat un fumatge semblant al d'immersió. Així i tot, en aquest cas es produeix en un túnel en el qual van circulant els productes mentre reben la polvorització del fum. També existeix la polvorització en fumador, la qual es dona en un fumador tradicional, on es tenen les variables controlades com al mètode tradicional: mateixa temperatura, humitat, etc. Aquest mètode presenta l’avantatge que ofereix uns resultats molt satisfactoris i per conseqüència molt semblants al fumatge convencional. A més, l’aroma és més regulable que en altres tipus de fumatge. Finalment, trobem el mètode per immersió, on els productes que es volen fumar se submergeixen al fum líquid. És un mètode efectiu, però no s'obté un aspecte tan satisfactori com al mètode tradicional.

### Altres mètodes alternatius
Existeixen altres mètodes que no són tan convencionals. Un exemple seria el fumatge electroestàtic (electrostatic smoking). Es tracta d’un procés curt, al voltant d’un minut, en el qual intervenen partícules amb càrrega elèctrica, d’uns 50 kvolts, les quals incideixen sobre els aliments per tal de cuinar-los i fumar-los alhora, igual que en el fumatge en calor. Això no obstant, és un procés poc utilitzat pels riscos de manipulació de l'aparell, ja que es tracta amb càrregues elèctriques i pot ser perillós en cas de no presentar mètodes de seguretat eficaços. També existeix el fumatge empíric-artesanal, el qual s'utilitza principalment en fumatges freds, ja que la temperatura del procés acostuma a oscil·lar els 20 °C. Aquest inclou la salinització del peix així com el tractament d’aquest amb diferents herbes i espècies, prèvies al fumatge, el qual es dona dins una cambra tancada hermèticament. Per un fumatge idoni, s'ha de realitzar a través de la crema de fusta seca que desprenen fum i aquest és absorbit per l’aliment, adquirint l’olor i el gust típic d’un producte resultant del tractament amb fumatge. És per això que es recomana que el peix resultant es consumeixi en un període no superior als dos dies, per tal de poder apreciar unes millors propietats organolèptiques, com la textura, l’olor i el sabor. Finalment, existeix el fumatge per fricció (friction-smoke). És un mètode que s'utilitza a partir de la fricció que genera un plat metàl·lic en girar a gran velocitat, el qual crema la llenya que es col·loca a sobre i s'encén, arribant a temperatures molt altes, inclús més que les de la tècnica Hot Smoking.

## Utilització de fusta i espècies per al fumatge artesanal

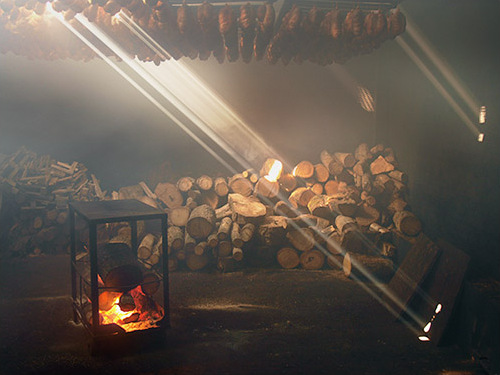
Llenya per realitzar el fumatge.

És important escollir una bona fusta per realitzar el fumatge, ja que ens interessa obtenir unes propietats organolèptiques bones i destacables. És per això, que es recomana utilitzar branques de pomer, ja que és un arbre que produeix un fumatge fort, utilitzant majoritàriament en embotit. La llenya més valuosa per cremar és la de la noguera, el freixe, l'erable i arbres fruiters. En general, s'utilitzen arbres de fulla caduca. Aquesta fusta utilitzada es pot separar en dos grups, les llenyes suaus i les llenyes dures (encara que no tenen res a veure amb la seva composició). Les classificades com llenyes dures són les actuals dicotiledònies, que neixen amb una estructura fruital, són angiospermes. Les de llenyes suaus són les gimnospermes, les llavors neixen nues i també són denominades com coníferes. S'ha de vigilar especialment amb la utilització de troncs de coníferes, com pins, avets o xiprers, els quals generen un gust amargant a causa del gran contingut en resina que presenten. L’anàlisi prèvia de la fusta és essencial, ja que és important que la fusta utilitzada no hagi passat per cap tractament amb vernís o pintures que puguin desprendre substàncies tòxiques en utilitzar-se i provocar possibles intoxicacions alimentàries. A més, s'ha de vigilar que no continguin fongs o altres microorganismes que puguin causar una alteració en les propietats organolèptiques dels aliments.
Un exemple seria l’ús dels palets de fusta, els quals són utilitzats molt sovint sense ser conscients dels tractaments previs al seu ús que han patit, ja que molt sovint porten productes químics en la seva composició. Myrtus communis és una planta antisèptica d’origen àrab, que té una fusta dura i pot ser utilitzada per produir carbó. És molt recomanable perquè produeix una olor fresca a més de tenir propietats medicinals importants.
| Llenyes dures | Llenyes suaus    |
| ------------- | ---------------- |
| Bedoll        | Avet blanc       |
| Noguera       | Cedre            |
| Fresno        | Ginebre          |
| Roure         | Pi de la colina  |
| Salze         | Pi de fulla seca |

### Recomanacions
Per tal de realitzar de manera correcta aquesta tècnica, s'han de tenir en compte els productes que fem servir i de quina manera es manipulen. Per exemple, s'ha de tenir certa experiència per saber escollir quines espècies s'usen per al fumatge dels filets de peix. Primer de tot, s'ha d’escollir el peix que s'utilitzarà, el qual ha de ser fresc per tal de validar posteriorment de manera correcta el resultat del fumatge. El fet que sigui fresc intervé especialment en el sabor i la textura que s'obté al final del tractament. Per marinar-lo, es recomana escollir cítrics, com la taronja o la llimona, i espècies que no siguin massa fortes, com podrien ser la paprika, la sal o el pebre. Per altra banda, el control de la temperatura és essencialment important. Si es realitza el fumatge amb l’aparell manual/tradicional, s'ha de vigilar que al moment de comprovar la temperatura del peix no es perdi fum.

## Producció i composició del fum

### Producció del fum
La combustió completa de la fusta és el conjunt de reaccions de descomposició dels tres components principals de la fusta: la cel·lulosa (50-60%), la hemicel·lulosa i la lignina. Té, com a productes, gas carbònic, aigua i cendres. El fum s'obté a través de la combustió incompleta de la fusta. Així, la piròlisi és la descomposició química de la fusta per mitjà del foc.
En els generadors convencionals, el fum es produeix per combustió lenta de serradures sobre un sol a temperatura elevada (400-700 °C). Això no obstant, el seu fum és ric en compostos no desitjables (quitrans i hidrocarburs policíclics aromàtics). Per tal de millorar la qualitat del fum s'han provat tècniques amb temperatures més baixes (300-400 °C): producció de fum humit enviant vapor a pressió dèbil, producció de fum fluid amb llit fluid de serradures en un reactor d’aire comprimit, producció de fum en dues etapes: escalfament i aportació d’oxigen que accelera les oxidacions i polimeritzacions, producció de fum per carbonització de serradures comprimides amb molt poc aire i escalfant per resistència elèctrica i producció de fum per fricció d'un rotor dentat girant a gran velocitat sobre una fusta.

### Composició del fum
El fumatge és una tècnica que es basa en la utilització del fum. Aquest és compost per vapor d’aigua (component principal), partícules gasoses i petites partícules sòlides en suspensió provenen d'una reacció de combustió. Aquests compostos es classifiquen en dues fases que es troben en equilibri inestable: fase de vapor (compostos volàtils) i fase de gotetes líquides amb una certa càrrega elèctrica (1 a 10 micres de diàmetre). Aquests segons compostos es van vaporitzant a mesura que el vapor és absorbit per l’aliment que s'està fumant. Les petites partícules sòlides en suspensió són les que confereixen un aspecte obscur a l’aliment. Generalment no és desitjable.  
Químicament parlant, se sap que hi ha 300 compostos diferents en el fum. Tanmateix, se n'han identificat només 1/3, entre altres: components volàtils, àcids, èsters, furans, lactones, fenols, etc. Els diferents compostos químics es classifiquen en dos grups: compostos desitjables (responsables de la bona preservació i sabor dels aliments) i els compostos no desitjables (responsables de la toxicitat dels aliments).
Els compostos que trobarem en el fum són els productes de la piròlisi dels principals components de la fusta: cel·lulosa, hemicel·lulosa i lignina. En la piròlisi de la cel·lulosa, els productes de la reacció que es troben en el fum són àcid acètic i homòlegs i, ocasionalment, furans i fenols. En la de l'hemicel·lulosa, s'hi produeixen dues reaccions principals que donen diferents productes: la degradació de pentosanes (com el furfural, furans i derivats i àcids carboxílics) i la degradació de hexosanes (com l'àcid acètic). Finalment, en la piròlisi de la lignina, els productes de la reacció són els responsables de l’aroma, com fenols i esters fenòlics. Dos fenols importants son el guayacol, que es troba en fustes toves, i el siringol, que es troba en fustes dures.
Així, els principals constituents del fum són: 
1. Fenols: tenen un efecte antioxidant, contribueixen a la percepció de diferents propietats organolèptiques com el color i el sabor i té efecte bacteriostàtic. Els més importants són el guacayol i el siringol.
2. Alcohols: el més present és el metanol. Poden tenir efectes bacteriostàtics.
3. Àcids orgànics (o carboxílics): ajuden a la coagulació superficial. Això no obstant, tenen una acció dèbil perquè els seus àtoms tenen una baixa constant de ionització. Poden tenir efecte bactericida destruint les parets de les cèl·lules bacterianes.
4. Carbonils (cetones i aldehids): contribueix a certes propietats organolèptiques com l’aroma, el sabor i el color. El més present és el formaldehid.
5. Furans i lactones.
6. Gasos diversos: la majoria no tenen efecte significatiu sobre el producte. Això no obstant, el diòxid de carboni (CO₂) i el monòxid de carboni (CO) són absorbits a la superfície de la carn fresca i donen lloc a carboximioglobina i CO-mioglobina.[10]
7. Hidrocarburs policíclics aromàtics (HPA): en el fum hi ha 27 tipus de HPA dels quals 10 són cancerígens, com el 3,4 benzopirè. Es pensa que són formats a partir dels compostos volàtils.[12]

Així, el fum pot tenir propietats antioxidants i antimicrobians contra Salmonella, Listeria i altres organismes patògens.
Els principals factors que afecten la composició del fum són la quantitat de vapor d’aigua i d’oxigen disponible, l'efecte del flux d’aire, el temps de fumatge i el tipus de fusta i la seva temperatura de combustió. En referència a aquest últim factor, els diferents compostos de la fusta (hemicel·lulosa, cel·lulosa i lignina) reaccionen a diferents temperatures. Generalment, s'usen fustes dures en estat natural (de roure, de cedre, etc.).

## Beneficis del fumatge

### Efecte bacteriostàtic
L’efecte bacteriostàtic és la capacitat d’inhibir la síntesi de proteïnes dels bacteris. Es va demostrar que el percentatge de microorganismes disminuïa en aplicar la tècnica del fumatge, ja que el seu pH descendia de 6,7 a 5,9, on s'observava un efecte bacteriostàtic molt major. Això és degut a l’absorció dels components àcids del fum que apliquem i que dificulten el creixement bacterià. El fum en entrar en contacte amb la superfície de l’aliment treu la humitat. Després, la presència de sal i la deshidratació del producte acaba afavorint la reducció del creixement bacterià.
Un element destacable de la composició del fum són els fenols que es troben en gran quantitat. Aquests també causen un efecte desinfectant en inhibir el creixement dels microorganismes. L’acció dels fenols, aldehids i àcids alifàtics consisteix a absorbir les substàncies bactericides.
A part de les característiques bacteriostàtiques del fum es va comprovar que el conjunt de la tècnica del fumatge amb una elevada temperatura reduïa 100.000 vegades la presència microbiana, ja que la temperatura també determina la seva supervivència. Però tot i els beneficis obtinguts, es va observar que en la conservació dels productes fumats a 5 °C el creixement bacterià continuava. El primer que aconseguim eliminar són els bacteris no formadors d’espores durant el fumatge i si hi ha una posterior infecció en l'emmagatzematge es donaria per contaminació creuada. L'acció micostàtica del fum no és rellevant, per tant, els productes que hagin passat per un procés de fumatge seran més susceptibles a la infecció per fongs.

### Efecte antioxidant
L’efecte antioxidant és la capacitat d’algunes molècules per evitar l’oxidació d'altres. Es va demostrar que l’efecte antioxidant era major en aliments fumats comparat amb aliments no fumats, a conseqüència dels fenols presents en el fum. La seva funció en aquest efecte és inhibir la producció de peròxids fixant compostos antioxidants del fum. Per tant, el fumatge permet que s'allargui el període on un producte alimentari conserva les propietats que el consumidor espera que tingui. Aquest efecte és més potent en aliments rics en greixos.

## Propietats organolèptiques
Les propietats físiques i químiques de les diferents substàncies percebudes a través dels nostres sentits s'anomenen propietats organolèptiques. Segons J. Le Magnen, les propietats organolèptiques dels productes alimentaris desperten o inhibeixen la gana. L’associació del color i l'olor són les que ens donen una imatge abans del consum. El sabor és el que perceps en ficar l’aliment a la boca. Hi ha quatre sabors elementals: àcid, amarg, salat i dolç. Per via retronasal pots percebre l’aroma després de masticar, solubilitzar en la saliva i modificant el pH. A més, hi ha les sensacions tèrmiques (fred-calor), àlgiques (cremor, picor) i tàctil (tou, dur, cruixent, elàstic, etc.).
En la percepció de l’aroma participen els compostos fenòlics (majoritàriament), compostos carbonílics, lactones i furans. De les lactones, la molècula que confereix un aroma d'aliment fumat és el 4-metil-butenòlid. Dels fenols, és el siringol. Això no obstant, aquestes dues molècules necessiten les altres anomenades anteriorment per poder donar el sabor com a tal del fumat. Cal tenir en compte que l’aroma varia segons les condicions de producció.
El color característic dels aliments fumats és associat a les reaccions de grups NH₂ proteics amb aldehids glicòlics, glioxals, metil glioxal i formaldehids. Per altra banda, els aliments fumats tenen un aspecte brillant per la presència de substàncies resinoses del tipus fenoplasts, productes de la reacció entre compostos fenòlics i compostos carbonílics. El color també varia segons les condicions de producció del fum.

## Toxicitat
El fumatge tradicional com a sistema de conservació és més segur que en utilitzar-lo com a additiu alimentari per donar gust als aliments. Al realitzar el procés tèrmic sobre fusta i sense presència d’oxigen es genera fum que passa per processos de fraccionament i purificació, on s'elimina una fracció primària de quitrà. A conseqüència es generen aromes de fum que contenen substàncies químiques perilloses que podrien estar presents en els aliments, per tant afectar la salut pública. Els efectes no desitjables del fumatge serien la possible contaminació de l’aliment a partir de compostos tòxics i la degradació de components beneficiosos com aminoàcids essencials i vitamines.

### Substàncies químiques contingudes

#### Hidrocarburs aromàtics policíclics (HPA)
Aquests elements es produeixen a partir de la combustió incompleta o piròlisis de matèria orgànica en el procés del fumatge en carn i peix. La principal via d’exposició de HAP en éssers humans és la via alimentària i la contaminació mediambiental.
Aquesta producció de HAP en tècniques culinàries com el fumatge depèn de molts factors: el tipus de matèria primera on es realitza (el tipus de fusta), la font d’energia utilitzada (amb el carbó es produeixen més HAP), el mètode seleccionat que pot ser directe (no hi ha filtració del fum, per tant, hi ha més HAP) o indirecte, el tipus de fum que pot ser natural (més producció) o generat, la temperatura utilitzada (a partir de 300-400°C es comencen a formar), el contacte entre l’aliment i la font de calor (com més a prop més producció) i la composició nutricional de l’aliment, on s'afavoreix la generació si hi ha més lípids i proteïnes.
Les seves característiques principals són que són genotòxics, mutagènics i cancerígens, ja que són capaços d’unir-se a proteïnes i àcids nucleics una vegada metabolitzats. Un altre efecte negatiu es dona quan els HAP entren en contacte amb la microbiota del colon es digereixen i produeixen metabòlits estrogènics i, per tant, actuen alterant el sistema endocrí.
Els elements més tòxics són el benzo(a)pirè i el HAP4 (combinació de 4 HAP). La Comissió Europea ha establert nivells màxims en les seves dosis: de 2 i 12 µg/kg en la carn i en el peix, respectivament.

#### Altres substàncies
Una altra substància química serien les nitrosamines. La seva producció principal és a partir de productes carnis en passar per un procés tèrmic, com és el fumatge. La seva formació també ve donada a partir del nitrat i el nitrit, ja que són utilitzats per la conservació de carns i reaccionen amb compostos amino- que es troben en l’aliment o en l’estómac. La seva exposició, a part d'alimentària, també es dona per la contaminació.
També es produeixen amines heterocícliques en realitzar el fumatge en peix i carn per sobre de temperatures de 150 °C. En la carn molt feta augmenta la presència d'aquests compostos a conseqüència de la reacció de Maillard. Tendeixen a unir-se a la cromatina i desestabilitzar-la produint diversos tipus de càncers.
També trobem els metalls pesants. L’exposició de la dieta a aquests comporta una acumulació en el cos humà que pot provocar efectes adversos en el sistema cardiovascular, renal, endocrí, gastrointestinal, immunològic i reproductiu. Els elements més perillosos serien el plom i el cadmi. S'exigeix que en la carn només hi hagi uns 0,1 mg/kg de plom i un 0,05-1 mg/kg de cadmi, i que en el peix el límit màxim es trobi en 0,3 mg/kg de plom i 0,1 mg/kg de cadmi. Així i tot, actualment s'ha vist que molts productes carnis i peix superen els nivells recomanats de plom, arsènic, mercuri i cadmi, sobretot després de passar per processos de fumatge a causa de la pèrdua d’aigua.
Finalment, les amines biogèniques es troben en aliments rics en proteïna com la carn i el peix. El seu consum a nivells moderats és beneficiós pel cos humà, però si superem el llindar pot arribar a ser tòxic. Destaca la histamina, que si es consumeix en excés pot provocar hipertensió i reaccions al·lèrgiques. Els seus límits màxims es troben entre 100-200 mg/kg en peix, però no hi ha límit en productes carnis. Sobretot s'ha trobat elevada concentració d’aquestes en productes fumats perquè són resistents a la calor.